# یگان فرگشتی مهم
یک یگان فرگشتی مهم (به انگلیسی: Evolutionarily significant unit (ESU)) جمعیتی از موجودات است که برای اهداف حفاظتی متمایز در نظر گرفته می‌شوند. مشخص کردن آن هنگام در نظر گرفتن اقدامات حفاظتی مهم است. این اصطلاح می‌تواند برای هر گونه، زیرگونه، نژاد جغرافیایی یا جمعیت به کار رود. اغلب اصطلاح «گونه» به جای یگان فرگشتی مهم استفاده می‌شود، حتی زمانی که یک یگان فرگشتی مهم بیشتر از نظر فنی یک زیرگونه یا گونه در نظر گرفته شود تا یک گونه زیست‌شناختی مناسب. در جانوران دریایی، اغلب اصطلاح «ذخیره» (Stock) به کار می‌رود.

## تعریف
تعریف یگان فرگشتی مهم معمولاً حداقل یکی از معیارهای زیر را دربر می‌گیرد:
1. جدایی جغرافیایی کنونی،
2. تفاوت ژنتیکی در نشانگرهای خنثی در بین یگان‌های فرگشتی مهم مرتبط ناشی از محدودیت گذشته جریان ژن، یا
3. صفات فنوتیپی سازگار محلی ناشی از تفاوت در انتخاب.